# IC 1659
IC 1659 је елиптична галаксија у сазвјежђу Рибе која се налази на листи објеката дубоког неба у Индекс каталогу.
Деклинација објекта је + 30° 20' 54" а ректасцензија 1h 16m 6,2s. Привидна величина (магнитуда) објекта IC 1659 износи 13,2 а фотографска магнитуда 14,2. IC 1659 је још познат и под ознакама UGC 812, MCG 5-4-8, CGCG 502-17, PGC 4584.